# Pável Pardo
Pável Pardo Segura, född 26 juli, 1976 i Guadalajara, Jalisco, är en mexikansk före detta fotbollsspelare. Han avslutade sin karriär i Chicago Fire i MLS i USA. Han var ordinarie på den defensiva mittfältsplatsen i Mexikos landslag. 
Pardo startade sin karriär 1993 i Atlas och spelade också i UAG Tecos innan han kom till Club América där han hade en framträdande roll i sju år.
Han har på 148 landskamper gjort 11 mål. Han spelade i Copa América 1997, 1999 och 2004 och i fotbolls-VM 1998 och VM 2006. Därefter fick han proffskontrakt hos VfB Stuttgart tillsammans med landslagskamraten Ricardo Osorio.